# Comuna Cioroiași, Dolj
Cioroiași este o comună în județul Dolj, Oltenia, România, formată din satele Cetățuia, Cioroiași (reședința) și Cioroiu Nou.

## Demografie
Componența etnică a comunei Cioroiași
     Români (96,17%)
     Alte etnii (0,14%)
     Necunoscută (3,69%)
Componența confesională a comunei Cioroiași
     Ortodocși (94,19%)
     Adventiști (1,16%)
     Alte religii (0,75%)
     Necunoscută (3,9%)
Conform recensământului efectuat în 2021, populația comunei Cioroiași se ridică la 1.463 de locuitori, în scădere față de recensământul anterior din 2011, când fuseseră înregistrați 1.595 de locuitori. Majoritatea locuitorilor sunt români (96,17%), iar pentru 3,69% nu se cunoaște apartenența etnică. Din punct de vedere confesional, majoritatea locuitorilor sunt ortodocși (94,19%), cu o minoritate de adventiști (1,16%), iar pentru 3,9% nu se cunoaște apartenența confesională.

## Politică și administrație
Comuna Cioroiași este administrată de un primar și un consiliu local compus din 9 consilieri. Primarul, Ștefan Cătălin Dănilă[*], de la Partidul Social Democrat, este în funcție din octombrie 2020. Începând cu alegerile locale din 2024, consiliul local are următoarea componență pe partide politice:
|  | Partid                    | Consilieri | Componența Consiliului | Componența Consiliului | Componența Consiliului | Componența Consiliului | Componența Consiliului | Componența Consiliului | Componența Consiliului |
|  | ------------------------- | ---------- | ---------------------- | ---------------------- | ---------------------- | ---------------------- | ---------------------- | ---------------------- | ---------------------- |
|  | Partidul Social Democrat  | 7          |                        |                        |                        |                        |                        |                        |                        |
|  | Partidul Național Liberal | 2          |                        |                        |                        |                        |                        |                        |                        |